# La Mesa Chiquita, Zitácuaro
La Mesa Chiquita är en ort i Mexiko.   Den ligger i kommunen Zitácuaro och delstaten Michoacán de Ocampo, i den södra delen av landet, 130 km väster om huvudstaden Mexico City. La Mesa Chiquita ligger 2 036 meter över havet och antalet invånare är 132.
Terrängen runt La Mesa Chiquita är lite bergig, och sluttar brant västerut. Runt La Mesa Chiquita är det ganska glesbefolkat, med 47 invånare per kvadratkilometer. Närmaste större samhälle är Heróica Zitácuaro, 11,7 km norr om La Mesa Chiquita. I omgivningarna runt La Mesa Chiquita växer huvudsakligen savannskog.